# 즈데네크 흐르지프
즈데네크 흐르지프(체코어: Zdeněk Hřib, 1981년 5월 21일 ~ )는 체코의 정치인이다. 소속 정당은 체코 해적당이다. 2018년 11월 15일부터 2023년 2월 16일까지 프라하 시장을 역임하고 있다.

## 경력 초반
즈데네크 흐르지프는 1981년 5월 21일에 체코 남동부 즐린 근교에 위치한 슬라비친에서 태어났다. 흐르지프는 프라하 카렐 대학교에서 의학을 전공했고 타이완의 학생 교환 프로그램에 참여했다.
흐르지프는 헬스 케어 서비스의 디지털화에 초점을 맞춰 헬스 케어 산업에서 관리직을 맡았다. 흐르지프는 2012년부터 의료 서비스 제공자를 위한 품질 관리, 효율성 평가 및 컨설팅을 제공할 뿐만 아니라 의료 고객을 위한 소비자 보호를 제공하는 비영리 단체의 이사 겸 설립자로 활동했다.
흐르지프는 2013년에 체코 해적당의 당원이 되었다. 2014년에 실시된 프라하 지방 선거에 출마했으나 낙선했다.

## 프라하 시장
해적당은 2018년 프라하 지방 선거에서 프라하 시의회에 배정된 65석 가운데 13석을 얻어 2위를 차지했으며, 전체 65석 중 39석을 차지하는 3·4위 정당과 함께 연립 정부를 구성했다. 흐르지프는 2018년 11월 15일에 프라하 시의회에서 75,082표를 얻어 시장으로 선출되었으며 아드리아나 크르나초바로부터 시장직을 인계받았다.
2018년에는 체코 주재 중국 대사가 프라하에서 열린 외무장관 회담 도중에 타이완 대표를 추방해달라는 요청을 받았으나 흐르지프는 이를 거절했다. 흐르지프는 2016년에 체코 프라하와 중국 베이징 사이에 체결된 자매 도시 협정에서 중국 정부가 내세우는 하나의 중국 원칙을 언급한 조항을 삭제해 줄 것을 수차례 요구했으나 베이징 측은 이를 거절했다. 이에 대해 흐르지프는 "양국 간의 외교 관계에서 나타나는 복잡한 정치 문제일 뿐 자매 도시 협정에는 설 자리가 없다."고 비판했다. 또한 흐르지프는 프라하 필하모니아의 중국 순회 공연을 취소한 중국 정부의 보복 조치를 "문화의 정치화"라고 비판했다. 결국 프라하는 2019년에 베이징과의 자매 결연을 단절했는데 주체코 중국 대사관은 "프라하는 중국과 체코 양국 간의 외교 관계, 지방 정부 간의 협력을 훼손했다."고 비판했다.
2020년 1월 13일에는 체코 프라하를 방문한 커원저 타이완 타이베이 시장이 흐르지프 프라하 시장과 함께 프라하와 타이베이 간의 자매 결연 협약에 서명했다. 중국 상하이는 이에 대한 대응 조치로 2020년 1월 14일에 프라하와의 자매 결연을 철회했다. 흐르지프는 2019년과 2020년에 프라하 시장 자격으로 타이완을 방문했다.
흐르지프는 2019년 12월에 헝가리 부다페스트에서 비셰그라드 그룹 소속 4개국(폴란드, 체코, 슬로바키아, 헝가리)의 수도 시장과 함께 자유 도시 협약을 체결했다. 이 협약은 "자유, 인간의 존엄성, 민주주의, 평등, 법의 지배, 사회 정의, 관용 및 문화적 다양성의 공통 가치"를 촉진한다.
흐르지프는 2020년 2월에 주체코 러시아 대사관 앞 광장의 이름을 "보리스 넴초프 광장"으로 명명했다. 2020년 4월에는 프라하에 건립된 이반 코네프 소련군 원수의 동상을 소련 시대의 억압에 대한 상징으로 간주하고 철거할 것을 명령했다. 체코 정보부가 흐르지프를 독살하려는 러시아 비밀 요원들의 계획을 입수하면서 흐르지프는 체코 경찰의 신변 보호를 받게 된다. 또한 러시아와 체코 양국은 상대 국가에 주재하고 있던 외교관들을 페르소나 논 그라타(기피 인물)로 지정하고 맞추방하면서 갈등을 빚었다.